# Čechkohomologi
Inom matematiken, speciellt inom algebraisk topologi, är Čechkohomologi en kohomologiteori som baserar sig på snittegenskaper av öppen täckningar av topologiska rum. Teorin är uppkallad efter matematikern Eduard Čech.